# Rubcovszk
Rubcovszk (oroszul: Рубцо́вск) egy 127 000 fős város az Altaji határterületen, nyugat-közép-Oroszországban, az Alej folyó és a Novoszibirszk – Barnaul – Szemej vasútvonal mellett. Egy színesfémbányászati terület központjában helyezkedik el, és a város főleg mezőgazdasági gépeket, építőanyagokat, valamint lisztet és egyéb élelmiszereket gyárt. 281 km-re található a területi központtól, Barnaultól. A város továbbá otthont ad az Altaji Egyetemnek, valamint egy színháznak és egy helyi hagyományokat bemutató múzeumnak is.

## Történelme
A falut 1886-ban, Rubcovo néven alapították, az első telepes, Mihail Rubcov tiszteletére, aki a Szamarai területről települt be. 1892-ben a lakosoknak megadták a földhasználati engedélyt.
1901-ben iskola épült a településen, 1906-ban pedig megépült a Szent Mihály arkangyal templom.
Az 1915-ben épült Novoszibirszk – Barnaul – Szemej vasútvonal áthaladt a városon.
1917 és 1919 között többször felkelők foglalták el a várost, bár mindegyiket sikerült egy idő után kiűzni.
1927-ben a nevét Rubcovo-ról Rubcovszk-ra változtatták.
A 20-as évekre, a forradalom után nagyra nőtt az írástudatlanság problémája az országban és a területen, 1920-ban a határterület lakosságának csak 17,9%-a volt írástudott, a legtöbb faluban ez az arány viszont csak 2-5% volt. Így az akkori hatalom irányítása alapján Rubcovszkon és környékén elkezdtek gyűjtéseket tartani, a befolyt összegekből pedig könyvtárakat és iskolákat építettek és hoztak létre, valamint a szegényebbek iskolázását támogatták. Ezzel 1930-ra 50%-ra nőtt az írástudottak aránya.
A második világháborúban az Odesszai Mezőgazdasági Összeszerelő Üzem és a Harkovi Traktor Üzem ideiglenesen a városba lett evakuálva. Ebben az időszakban a városban és környékén benzin-, és traktorhiány volt.
A város nagyobb gyárai közül 1944-ben nyílt az Altaji Traktorgyár, 1955-ben a Rubcovszk Gép-Szerelő Gyár, 1957-ben pedig a Rubcovszk Pótalkatrész Üzem.
1958-ban a város gazdái megnyerték a Vörös Kitüntetést az elvárt szintnél jóval magasabb termelésért.
A 60-as években megnőtt az ipari dolgozók aránya, és rengeteg új farmot nyitottak, a meglévőknek pedig megnövelték a termelését. 1972-ben rengeteg rubcovszki kapott érmet és rendet a mezőgazdaságban elért magas eredményéért. A 80-as években megjelent a területen a halgazdálkodás.

## Népessége[10]
1979: 157 082
1989: 171 792 
2002: 163 063 
2010: 147 002 
2021: 126 843 
A 2021-es népszámlás alapján a lakosság 54,2%-a (68 770 fő) nő, a maradék 45,8%-a (58 064) pedig férfi.

## Éghajlata
| Hónap                         | Jan.  | Feb.  | Már.  | Ápr. | Máj. | Jún. | Júl. | Aug. | Szep. | Okt. | Nov.  | Dec.  | Év    |
| ----------------------------- | ----- | ----- | ----- | ---- | ---- | ---- | ---- | ---- | ----- | ---- | ----- | ----- | ----- |
| Rekord max. hőmérséklet (°C)  | 0,0   | 0,0   | 8,0   | 23,0 | 30,0 | 33,0 | 35,0 | 34,0 | 29,0  | 22,0 | 10,0  | 1,0   | 35,0  |
| Átlagos max. hőmérséklet (°C) | −8,0  | −7,0  | −1,0  | 11,0 | 20,0 | 25,0 | 27,0 | 26,0 | 19,0  | 11,0 | 0,0   | −6,0  | 9,8   |
| Átlagos min. hőmérséklet (°C) | −17,0 | −19,0 | −9,0  | 9,0  | 7,0  | 12,0 | 14,0 | 12,0 | 5,0   | 0,0  | −7,0  | −14,0 | −0,5  |
| Rekord min. hőmérséklet (°C)  | −29,0 | −27,0 | −21,0 | 0,0  | −1,0 | 5,0  | 8,0  | 5,0  | −2,0  | −6,0 | −18,0 | −26,0 | −29,0 |
| Átl. csapadékmennyiség (mm)   | 27    | 25    | 27    | 28   | 29   | 30   | 45   | 29   | 22    | 31   | 38    | 34    | 365   |
| Havi napsütéses órák száma    | 65    | 41    | 41    | 139  | 223  | 262  | 224  | 262  | 240   | 199  | 96    | 53    | 1845  |
| Forrás: meteoblue.com         |       |       |       |      |      |      |      |      |       |      |       |       |       |

## Testvérvárosok
- Grants Pass, Oregon
- Csangji, Kína
- Szemej, Kazahsztán